# عبد الله البلوي
عبد الله عيد البلوي لاعب كرة قدم سعودي ، لعب سابقاً في نادي الوطني.